# Cylisticus pallidus
Cylisticus pallidus là một loài chân đều trong họ Cylisticidae. Loài này được miêu tả khoa học năm 1928 bởi Verhoeff.